# Svetovno prvenstvo v motociklizmu sezona 1991
Svetovno prvenstvo v motociklizmu sezona 1991 je bila triinštirideseta sezona Svetovnega prvenstva v motociklizmu.

## Velike nagrade
| Št | Velika nagrada  | Dirkališče     | Zmagovalec - 125    | Zmagovalec - 250     | Zmagovalec - 500 | Poročilo |
| 1  | Japonska        | Suzuka         | Nobu Ueda           | Luca Cadalora        | Kevin Schwantz   | Poročilo |
| 2  | Avstralija      | Eastern Creek  | Loris Capirossi     | Luca Cadalora        | Wayne Rainey     | Poročilo |
| 3  | ZDA             | Laguna Seca    |                     | Luca Cadalora        | Wayne Rainey     | Poročilo |
| 4  | Španija         | Jerez          | Nobu Ueda           | Helmut Bradl         | Mick Doohan      | Poročilo |
| 5  | Italija         | Misano         | Fausto Gresini      | Luca Cadalora        | Mick Doohan      | Poročilo |
| 6  | Nemčija         | Hockenheimring | Ralf Waldmann       | Helmut Bradl         | Kevin Schwantz   | Poročilo |
| 7  | Avstrija        | Salzburgring   | Fausto Gresini      | Helmut Bradl         | Mick Doohan      | Poročilo |
| 8  | Evropa          | Jarama         | Loris Capirossi     | Luca Cadalora        | Wayne Rainey     | Poročilo |
| 9  | Nizozemska      | Assen          | Ralf Waldmann       | Pier-Francesco Chili | Kevin Schwantz   | Poročilo |
| 10 | Francija        | Paul Ricard    | Loris Capirossi     | Loris Reggiani       | Wayne Rainey     | Poročilo |
| 11 | V. Britanija    | Donington      | Loris Capirossi     | Luca Cadalora        | Kevin Schwantz   | Poročilo |
| 12 | San Marino      | Mugello        | Peter Öttl          | Luca Cadalora        | Wayne Rainey     | Poročilo |
| 13 | Češkoslovaška   | Brno           | Alessandro Gramigni | Helmut Bradl         | Wayne Rainey     | Poročilo |
| 14 | Vitesse du Mans | Le Mans        |                     | Helmut Bradl         | Kevin Schwantz   | Poročilo |
| 15 | Malezija        | Shah Alam      | Loris Capirossi     | Luca Cadalora        | John Kocinski    | Poročilo |

## Dirkaško prvenstvo

### Razred 500 cm3
| Mesto | Dirkač               | Št | Država     | Moštvo              | Točke | Zmage |
| ----- | -------------------- | -- | ---------- | ------------------- | ----- | ----- |
| 1     | Wayne Rainey         | 1  | ZDA        | Marlboro-Yamaha     | 233   | 6     |
| 2     | Michael Doohan       | 3  | Avstralija | Rothmans-Honda      | 224   | 3     |
| 3     | Kevin Schwantz       | 34 | ZDA        | Lucky Strike-Suzuki | 204   | 5     |
| 4     | John Kocinski        | 19 | ZDA        | Marlboro-Yamaha     | 161   | 1     |
| 5     | Wayne Gardner        | 5  | Avstralija | Rothmans-Honda      | 161   | 0     |
| 6     | Eddie Lawson         | 7  | ZDA        | Cagiva              | 126   | 0     |
| 7     | Juan Garriga         | 6  | Španija    | Ducados-Yamaha      | 121   | 0     |
| 8     | Didier de Radiguès   | 27 | Belgija    | Lucky Strike-Suzuki | 105   | 0     |
| 9     | Doug Chandler        | 21 | ZDA        | Yamaha              | 85    | 0     |
| 10    | Jean-Philippe Ruggia | 8  | Francija   | Gauloises-Yamaha    | 78    | 0     |

### Razred 250 cm3
| Mesto | Dirkač               | Št | Država     | Moštvo  | Točke | Zmage |
| ----- | -------------------- | -- | ---------- | ------- | ----- | ----- |
| 1     | Luca Cadalora        | 3  | Italija    | Honda   | 237   | 8     |
| 2     | Helmut Bradl         | 4  | Nemčija    | Honda   | 220   | 5     |
| 3     | Carlos Cardus        | 2  | Španija    | Honda   | 205   | 0     |
| 4     | Wilco Zeelenberg     |    | Nizozemska | Honda   | 158   | 0     |
| 5     | Masahiro Shimizu     | 7  | Japonska   | Honda   | 142   | 0     |
| 6     | Loris Reggiani       |    | Italija    | Aprilia | 128   | 1     |
| 7     | Pier-Francesco Chili |    | Italija    | Aprilia | 107   | 1     |
| 8     | Jochen Schmid        | 8  | Nemčija    | Honda   | 96    | 0     |
| 9     | Martin Wimmer        | 6  | Nemčija    | Suzuki  | 89    | 0     |
| 10    | Paolo Casoli         |    | Italija    | Yamaha  | 65    | 0     |

### Razred 125 cm3
| Mesto | Dirkač              | Št | Država   | Moštvo  | Točke | Zmage |
| ----- | ------------------- | -- | -------- | ------- | ----- | ----- |
| 1     | Loris Capirossi     | 1  | Italija  | Honda   | 200   | 5     |
| 2     | Fausto Gresini      | 8  | Italija  | Honda   | 181   | 2     |
| 3     | Ralf Waldmann       | 23 | Nemčija  | Honda   | 141   | 2     |
| 4     | Gabriele Debbia     | 12 | Italija  | Aprilia | 111   | 0     |
| 5     | Noboru Ueda         |    | Japonska | Honda   | 105   | 2     |
| 6     | Jorge Martinez      | 6  | Španija  | Cobas   | 99    | 0     |
| 7     | Alessandro Gramigni | 9  | Italija  | Aprilia | 90    | 1     |
| 8     | Dirk Raudies        | 5  | Nemčija  | Honda   | 81    | 0     |
| 9     | Peter Öttl          |    | Nemčija  | Rotax   | 67    | 1     |
| 10    | Noboyuki Wakai      |    | Japonska | Honda   | 60    | 0     |